# Robert Thorogood

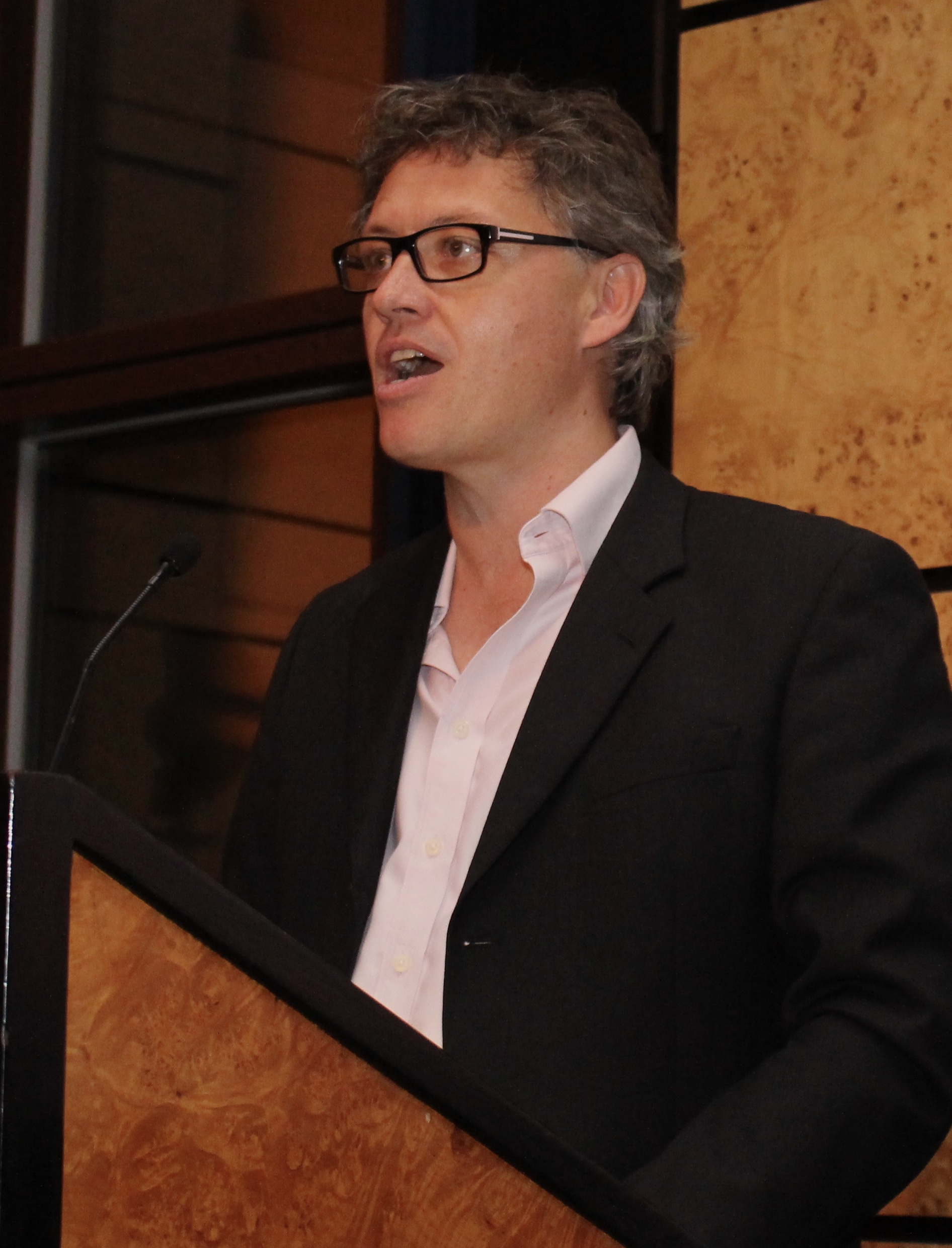
Robert Thorogood (2017)

Robert Thorogood (* 1972 in Colchester, Essex) ist ein britischer Roman- und Drehbuchautor.

## Leben und Karriere
Thorogood besuchte die Uppingham School in Rutland und studierte Geschichte am Downing College in Cambridge. Er war dort 1993  Mitglied der Theatergruppe Footlights, zu deren Präsident er 1994 gewählt wurde. Nach dem Studium gründete er ein Tourneetheater, das in Schulen und auf kleineren englischen Theaterbühnen spielte.
Thorogood schrieb Scripte und Drehbücher, die er der BBC, ITV und anderen Sendern anbot, konnte aber bis 2010 nur ein Manuskript verkaufen. 2008 war er Finalist des Red Planet Prize.
Robert Thorogood wurde bei einem Drehbuch-Wettbewerb entdeckt. Bekannt wurde er durch seine Drehbücher für die BBC-Serie Death in Paradise, an der er auch als Executive Producer beteiligt ist. Die Serie, eine Mischung aus Komödie und Krimi, ist eine britisch-französische Gemeinschaftsproduktion, die seit 2011 für die BBC und France Télévisions produziert wird. Er schrieb auch die Drehbücher für die fünfteilige Serie Trackers, die 2019 gesendet wurde.
Neben seiner Tätigkeit als Drehbuchautor schrieb er auch Romane zur Serie.

## Werke
- Mord im Paradies. Ein Fall für Inspector Poole. Deutsch von Sabine Längsfeld. Rowohlt Taschenbuch Verlag, Reinbek bei Hamburg 2017. ISBN 978-3-499-27275-2.
- Mrs Potts’ Mordclub und der tote Nachbar. Deutsch von Ingo Herzke. Kiepenheuer & Witsch, Köln 2022. ISBN 978-3-462-00198-3.
- Mrs Potts’ Mordclub und der tote Bräutigam. Deutsch von Ingo Herzke. Kiepenheuer & Witsch, Köln 2023, ISBN 978-3-462-00218-8.
- Mrs Potts’ Mordclub und der tote Bürgermeister. Deutsch von Katharina Herzberger. Kiepenheuer & Witsch, Köln 2024, ISBN 978-3-462-00693-3.